# آرثر وارتون
آرثر وارتون (بالإنجليزية: Arthur Wharton)‏ (28 أكتوبر 1865 في غانا - 13 ديسمبر 1930 في المملكة المتحدة) هو لاعب كرة قدم بريطاني (وحمل سابقاً جنسية المملكة المتحدة لبريطانيا العظمى وأيرلندا) في مركز حراسة المرمى. لعب مع بريستون نورث إيند وستوكبورت كونتي وشيفيلد يونايتد ونادي روذرهام تاون وأشتون نورث إيند ونادي ستاليبريدج روفر ودارلينجتون إف سى.